# オオシマ・ヒロミ
オオシマ・ヒロミ（1980年1月6日 - ）は、米国で活動する日本人ヌードモデル。独身。英語圏における表記はHiromi Oshima（ヒロミ・オオシマ）、漢字表記は大島浩美。ただし、日本語メディアでは片仮名表記が主であり、漢字表記は一部の例外を除き、使われていない。

## 概要
長い黒髪に一重瞼の小さめな目という顔立ちで、体の線は細身ながら巨乳で肉感的。陰毛処理は恥丘部に少量を残す米国スタイルで、ボディピアスはへそに1箇所、タトゥーは左足首に1箇所ある。
米国の有名ポルノ雑誌『PLAYBOY』のグラビアやカレンダー、関連ビデオなどに数多く登場する常連モデルで、2004年6月のプレイメイト。PLAYBOY特別版の多くにはフォトプロダクションコーディネーターの肩書きでスタッフとしても参加している。米国を中心に世界各地で開催されるPLAYBOY関連イベントにも足繁く姿を見せる。
日本版『月刊プレイボーイ』では2004年8月号でプレイメイトとして掲載され、2005年8月12日にはコートニー・レイチェル・カルキンとともに東京・渋谷のイベントに水着姿で参加。なおこのイベント時のプロフィールは身長162cm、B85W55H85で、翌日付サンケイスポーツでは何故か「年齢非公表」として公表された。米国オリジナル版に掲載されているヌードでは陰唇までを見せているが、日本版グラビアでは法的問題から一部が自主規制されている。
2003年から米国フロリダ州マイアミ在住だが、日本にも頻繁に帰っている。マイアミではほぼ毎週末ヌーディストビーチに通うという。
セックスについては「愛」（Love）を重視しており、婚前交渉は肯定しているが、グループセックス等恋愛の枠を超えた性行為については否定的で、経験もない。また、モデルの延長線上で性行為をするような仕事（ハードコアポルノ）を受けるつもりはないという。ヌードグラビアの掲載された『PLAYBOY』は当時に家族・友人にも見せており、将来子供ができた場合にも仕事歴を隠すことなく成長を待った上で見せるつもりとしている。

## 経歴
東京都出身。専門学校講師の父親と保育園勤務の母親、大学で経済を専攻する1歳下の弟という家族構成で育つ。公立小学校卒業後、「非常に厳格」な私立女子校に入学。一方でジャズダンススクールにも通い、週1回のレッスンを5年続けた。大学ではコミュニケーションを専攻し、2002年3月に卒業。大学在学中から世界各国への旅行を趣味にしており、卒業後は8ヶ月のメキシコ滞在を経て、2003年3月に歯科治療を行うためマイアミに移動。
このマイアミ滞在時に現地で男友達によって偶然、『PLAYBOY』誌カメラマンの電話番号を紹介された。本人はかねてから『PLAYBOY』のヌードグラビアに登場することを夢見ていたため、一晩考えたのちの翌日に電話。過去に芸能活動歴が一切なく、類似経験もなかったため、初ヌード撮影の際には極端に緊張したという。
『PLAYBOY』への初掲載は特別版（増刊号）の『Girlfriends 2003』であると思われる。これはスージー・リン（Susie Lin）とカップリングされた中華テイストなレズビアン風グラビアであった(当時22歳)。その後特別版『Exotic Beauties 2003』の表紙抜擢を経て、『PLAYBOY』本誌には2003年12月号で初登場し、同誌恒例のオーディション企画「50th Anniversary Playmate Hunt」にてプレイメイト候補の一人として掲載された。
このグラビアは好評であったらしくオオシマは他モデルとの競争を勝ち抜き、翌年の2004年6月号でプレイメイト・オブ・ザ・マンス（今月のプレイメイト）として起用された。日系人プレイメイトは過去にリエコ・イングリッシュなど数例が存在するが、純日本人のプレイメイトは日本版ローカル選考の例を除いては史上初となる。2008年2月号時点でオオシマに続く日本人プレイメイトは出現していない。

## 主な出演

### プレイメイト・オブ・ザ・マンス
- 米国版: 2004年6月号
- 日本版: 2004年8月号

### PLAYBOY特別版掲載
- Playboy's Girlfriends 2003年8月 - 4-9ページ
- Playboy's Exotic Beauties Vol. 2 2003年9月 - 表紙、1-5ページ、12-15ページ
- Playboy's Nudes 2003年9月
- Playboy's Russia 2004年12月
- Playboy's Nude Playmates 2005年3月 - 48-53ページ
- Playboy's Playmates in Bed 2005年7月 - 表紙、1ページ、4-11ページ
- Playboy's Nude Playmates 2006年3/4月 - 42-47ページ
- Playboy's Sexy 100  2007年5月

### PLAYBOYカレンダー掲載
- Playboy's 2005 Playmates at Play at the Playboy Mansion - 1月のカレンダーガール
- Playboy's 2005 Playmate Calendar - 8月のカレンダーガール
- Playboy's 2006 Playmate Calendar - 7月のカレンダーガール

### PLAYBOY日本版など
- 月刊プレイボーイ 2004年8月号（集英社） - 「今月のプレイメイト」[8]
- 月刊プレイボーイ 2007年2月号（集英社） - 「日本人プレイメイト、オオシマ・ヒロミがこっそり教えるプレイメイトのリアルな生活」[9]
- 2005 プレイメイト・ビデオ・カレンダー（コンマビジョン） - 登場12人のうちの一人[10]

### その他
- 2003年『Shake Ya Tailfeather』ミュージックビデオ（ネリー・P・ディディ・マーフィー・リーの楽曲）
- 2005年『Import Tuner Magazine』インタビュー・写真

## 註
1. 1 2  Hiromi Oshima (2007年11月3日). “OneModelPlace.Com - Model: Hiromi - ID:181931 - Miami, Florida, United States” (英語). 2008年1月6日閲覧。
2. ↑  “HIM's Gal 大島浩美” (JPEG) (中国語).   南華傳媒. 2008年1月6日閲覧。
3. ↑  “「Playboy Collection Legacy Reception」 ビバリーヒルズで開催”.   AFPBB News (2007年7月20日). 2008年1月6日閲覧。
4. ↑  守屋Kスケ (2005年8月17日). “守屋Kスケ:日記・コラム :日本人初の…。”. 2007年1月6日閲覧。
5. 1 2 3 4  “Hiromi Interview” (英語).   Modeling Society Entertainment. 2007年1月6日閲覧。
6. 1 2 3 4 5 6 7  Hiromi Oshima (2004年6月13日). “Biography” (Adobe Flash) (英語). 2007年1月6日閲覧。
7. ↑  Joel Marasigan (2005年9月). “Hiromi Oshima - Playboy Model Interview - Import Tuner Magazine” (英語).   Import Tuner. 2008年1月6日閲覧。
8. ↑  “PLAYBOY 8月号目次”.   集英社. 2008年1月6日閲覧。
9. ↑  “PLAYBOY 2月号目次”.   集英社. 2008年1月6日閲覧。
10. ↑  “2005 プレイメイト・ビデオ・カレンダー 作品情報 コンマビジョン”.   コンマビジョン. 2008年1月6日閲覧。
11. ↑  ＤＶＤ『プレイメイト! / ルージュ』での映像と発言　https://comma.jp/dvd/pbjd184

### 本人によるページ
- （英語）The Official Hiromi Oshima website - 公式サイト[リンク切れ]
- （英語）オオシマ・ヒロミ - Myspace
- （英語）OneModelPlace.com - Model: Hiromi - モデルサイト
- （英語）オオシマ・ヒロミ (@hiromioshima) - X（旧Twitter）
- （英語）オオシマ・ヒロミ (@hiromioshima) - Instagram
- （英語）Hiromi Oshima Facebook公式Facebook

### その他
- （英語）PLAYBOYonline Playmate Data Sheet - Hiromi Oshima - 『PLAYBOY』公式プロフィール
- Hiromi Oshima - IMDb（英語）